# Burning Desire
Albums de Jimi Hendrix
Live at the Isle of Fehmarn
(2005) Live at Monterey
(2007)
Burning Desire est un album posthume de Jimi Hendrix publié en 2006.

## Description
Ainsi que John McDermott le précise dans ses notes de pochette, Burning Desire est un album qui se situe dans la lignée de Hear My Music et de Morning Symphony Ideas, deux des précédents albums studio inédits proposés par Dagger Records. 
Le matériel de Burning Desire est issu de sessions s'étalant du 7 novembre 1969 au 23 janvier 1970 : c'est donc le Band of Gypsys qui est ici à l'honneur, même si Billy Cox ne figure pas sur les deux titres issus de la première session.
Si l'album est entièrement instrumental, tous les morceaux ne sont pas pour autant de même nature. Burning Desire se partage en effet entre titres en devenir (Izabella, Cherokee Mist/Astro Man, Villanova Junction Blues et Burning Desire), et jams plus ou moins informelles (Ezy Ryder/MLK, Record Plant 2X, Stepping Stone/Villanova Junction Blues et Slow Time Blues). La session du 23 janvier 1970, une des plus inspirées de toute la carrière de Hendrix, constitue le cœur de l'album.
Il est important de préciser que Burning Desire s'adresse plus aux amateurs de jazz-rock qu'au public rock traditionnel. C'est en effet un album assez difficile, plus proche de Miles Davis que d'un disque des Rolling Stones.
Le titre Ezy Ryder/MLK [aka Captain Coconut] est paru en piste caché sur l'album People, Hell and Angels en 2013.

## Les titres
| No | Titre                                   | Durée |
| -- | --------------------------------------- | ----- |
| 1. | Izabella                                | 4:23  |
| 2. | Ezy Ryder/MLK [aka Captain Coconut]     | 19:59 |
| 3. | Cherokee Mist/Astro Man                 | 4:53  |
| 4. | Record Plant 2X                         | 11:03 |
| 5. | Villanova Junction Blues                | 4:56  |
| 6. | Burning Desire                          | 9:48  |
| 7. | Stepping Stone/Villanova Junction Blues | 6:38  |
| 8. | Slow Time Blues                         | 3:49  |

## Les musiciens
- Jimi Hendrix : guitare
- Billy Cox : basse (sauf 1 et 7)
- Buddy Miles : batterie
- Inconnu : piano, orgue (1)